# La familia de la lechera
La familia de la lechera es un cuadro pintado por Louis Le Nain en 1640 y que actualmente se expone en el Museo del Hermitage de San Petersburgo. Como muchas de las obras de este pintor y sus hermanos Antoine y Mathieu, representa una escena de género. Los tres se especializaron en familias de campesinos.